# Technetium(IV)-oxid
Technetium(IV)-oxid ist eine anorganische chemische Verbindung des Technetiums aus der Gruppe der Oxide.

## Darstellung
Technetium(IV)-oxid kann durch Zersetzung von Ammoniumpertechnetat bei 800 °C gewonnen werden.
{\displaystyle {\ce {2 NH4TcO4 -> 2 TcO2 + 4 H2O + N2}}}
Es kann auch aus anderen Technetiumoxiden durch Erhitzung an Luft gewonnen werden.
Das Dihydrat entsteht bei der Reaktion von Ammoniumtechnetiumhexachlorid mit einer Ammoniaklösung.
{\displaystyle {\ce {(NH4)2[TcCl6] + 4 NH4OH -> TcO2 . 2 H2O + 6 NH4Cl}}}

## Eigenschaften
Technetium(IV)-oxid ist braunschwarzer Feststoff. Er kristallisiert in einer verzerrten Rutil-Struktur des Molybdän(IV)-oxid. Bei 900 °C beginnt es zu sublimieren und disproportioniert oberhalb 1100 °C in Technetium und Technetium(VII)-oxid. Durch Salpetersäure oder Wasserstoffperoxid wird es zu TcO4− oxidiert. Es ist schwach paramagnetisch. Das Dihydrat geht bei Erhitzung auf 300 °C im Vakuum in die wasserfreie Form über.